# Leonardo III Tocco
Leonardo III Tocco (en griego: Λεονάρδος Τόκκος, romanizado: Leonardos Tokkos; c. 1436-c. 1503), fue el último déspota de Epiro y conde palatino de Cefalonia y Zacinto, territorios que gobernó desde la muerte de su padre Carlo II Tocco en 1448 hasta su conquista por el Imperio otomano en 1479. Sus dominios lo hacían uno de los últimos gobernantes latinos independientes en poseer territorios en la Grecia continental y después de la conquista de sus posesiones, huyó a Italia, donde se convirtió en terrateniente y diplomático, pero continuó reclamando sus títulos en el exilio hasta su muerte.
Aunque heredó numerosas posesiones de su padre, la mayoría de estas, incluida la capital en Arta, fueron conquistadas por los otomanos en 1449, durante el primer año de su reinado. Leonardo ascendió al trono cuando todavía era menor de edad, por lo que su gobierno estuvo encabezado por un consejo de regentes compuesto por cuatro miembros durante varios años, pero cuando alcanzó la mayoría, ordenó asesinar a todos sus antiguos protectores. A pesar de que participó en varias actividades antiotomanas, como cooperar con la República de Venecia en la primera guerra turco-veneciana (1463-1479), su Estado permaneció en paz durante la mayor parte del período, lo que permitió que sus posesiones insulares devinieran en una de las regiones más prósperas de Grecia.
Pese a que era enérgico y sabio, Leonardo no consiguió muchos éxitos; se esforzó por ganarse el apoyo de sus números vasallos griegos por lo que restauró sus sedes religiosas, así como permitir a estos tener un cierto grado de autonomía e incluso redactó sus cartas en su idioma. Sin embargo, estos intentos no parecen haber tenido ningún efecto en la mayoría de la población. En 1477, su matrimonio con una noble del Reino de Nápoles, del cual se empeñó en ganarse su apoyo, fracasó en forma desastrosa debido a que esto lo enemistó con los venecianos, quienes se oponían a cualquier incremento de la influencia napolitana en Grecia y dejaron de actuar como su protector, lo que abrió el camino para la invasión otomana de 1479 que puso fin a su gobierno.
Al darse cuenta de que oponer cualquier resistencia sería inútil, Leonardo decidió huir al exilio y pasó el resto de su vida reflexionando sobre cómo podría recuperar sus dominios, pero nunca regresó a Grecia. En Italia, trató de incrementar su estatus mediante la adquisición de varios feudos, sin embargo, resultó ser una empresa inútil, por lo que terminó endeudado y finalmente perdió todas las tierras que había adquirido. Murió en Roma en algún momento del pontificado del papa Alejandro VI (1492-1503), cuando su residencia colapsó y lo aplastó, por lo que sus derechos pasaron a su hijo mayor, Carlo III Tocco.

## Antecedentes

Mapa de las tierras y conquistas del tío abuelo de Leonardo, Carlo I Tocco.

El Despotado de Epiro era uno de los Estados sucesores surgidos después de la conquista del Imperio bizantino por la cuarta cruzada, y que supuso la creación del Imperio latino en su lugar en 1205. El territorio estuvo regido en un principio por la dinastía bizantina de los Comneno Ducas, una rama de la dinastía Ángelo que había gobernado el caído Imperio desde 1185 a 1204, pero que pasó a manos de la Casa apostólica de Orsini, de orígenes italianos, en 1318 a través de heredades e intrigas antes de su ocupación y destrucción por parte del Imperio serbio en la década de 1340.
A pesar de que varios gobernantes locales reclamarían el título de «déspota» a partir de entonces, solo Carlo I Tocco se empeñó por expandir sus posesiones a través de la conquista. Este último era hijo de Leonardo I Tocco, a quien el Reino de Nápoles le había concedido el título de conde palatino de Cefalonia y Zacinto. El tío de Carlo, Esaú Buondelmonti, que gobernaba la ciudad de Ioánina como déspota, murió en 1411. La urbe estaba en manos de su viuda, Jevdokija Balšić, pero debido a su impopularidad fue destituida por sus vasallos, quienes pidieron a su sobrino que se convirtiera en su gobernante. Solo dos meses después de la muerte de Esaú, Carlo hizo su entrada triunfal en Ioánina. Casi de inmediato asumió el título de déspota, aunque sus súbditos insistieron en que buscara el reconocimiento del emperador bizantino. Después de haber recibido como emisario a su hermano, Leonardo II Tocco, el emperador Manuel II Paleólogo lo reconoció formalmente en 1415. Su título le confería el derecho sobre las tierras que anteriormente eran gobernadas por las dinastías Comneno Ducas y Orsini. En 1416 capturó Arta, la antigua capital del Despotado.
Luego de completar sus campañas contra los albaneses, Carlo había puesto la mayor parte de Epiro bajo su control y durante los siguientes once años, gobernó como déspota y residió en Ioánina, por lo que durante un tiempo, logró «unificar el antiguo territorio de Epiro bajo su mando». Hacia 1420, compró el castillo de Clemutsi a los venecianos, así como la ciudad de Glarentza y también firmó un tratado de paz con Centurión II Zaccaria, príncipe de Acaya, pero lo rompió después de la conquista de Élide en 1422. Es mismo año, mientras los otomanos sitiaban Constantinopla, también intentó expandir su influencia en Morea a costa de los bizantinos. Sin embargo, con la firma de paz entre bizantinos y otomanos en 1424, los primeros tuvieron vía libre para librar una guerra contra los Tocco, la cual culminó en una batalla naval a la entrada del golfo de Patras, donde la flota de Carlo fue destruida igual que sus planes de expansión.
En junio de 1429, Carlo hizo redactar su testamento y falleció en julio de ese año. Dado que no había tenido descendencia legítima, adoptó a los hijos de su hermano Leonardo II, que había fallecido en 1418, y legó su reino a su sobrino Carlo II Tocco. Sin embargo, había engendrado varios hijos ilegítimos con amantes y les había otorgado propiedades feudales, por lo que estos disputaron la sucesión. Los otomanos usaron este acontecimiento como pretexto para interferir en Epiro y se apoderaron de Ioánina en 1430.

## Biografía

### Ascenso al trono y primeros años de gobierno
Leonardo era el primogénito y heredero de Carlo II Tocco, sobrino y sucesor de Carlo. Su madre era Raimondina de Ventimiglia, hija del barón italiano Giovanni de Ventimiglia. Todavía era menor de edad cuando su padre murió el 30 de septiembre de 1448. Sin un dirigente fuerte, los cuatro gobernadores que Carlo II había designado para formar el consejo de regentes de su hijo —Jacopo de' Rossi, Andrea de' Guidi de Strione, Galeazzo de Santa Colomba y Marino Migliaressi— se dirigieron al otro lado del mar Adriático en busca de ayuda para defender sus dominios del Imperio otomano. Algunos solicitaron apoyo en la República de Venecia, un regente incluso ofreció vender la isla de Léucade (Santa Maura), mientras que otros se dirigieron a Alfonso I de Nápoles debido a las conexiones anteriores entre la Casa de Tocco y la Corona napolitana. Aunque Venecia entró en negociaciones para enviar ayuda, los otomanos atacaron antes de que se pudiera concluir un acuerdo. El 24 de marzo de 1449 conquistaron Arta, después de lo cual se anexaron todas las posesiones continentales de Leonardo, salvo los Señoríos de Vonitsa, Varnazza y Angelokastro. A partir de entonces, los otomanos llamarían a estas tierras Karli-Eli («Tierra de Carlo»), en referencia a su antepasado, Carlo I Tocco.
Aunque la caída de sus dominios continentales dejó en claro la amenaza de una conquista mayor, ni Nápoles ni Venecia ofrecieron mucha protección; Alfonso parece haberlo considerado como su vasallo y la República no se mostró dispuesta a ayudar cuando quedó claro que Leonardo y sus regentes no estaban dispuestos a entregarle Zacinto u otras partes de sus dominios a cambio de su asistencia, ni tampoco de que se le permitiera gobernar las islas durante su minoría. Sin embargo, finalmente logró obtener su protección, y al hacerlo, se convirtió en ciudadano honorario de la República. En tiempos en los que sus posesiones estaban realmente amenazadas, su defensor gastó recursos para garantizar su seguridad, como en 1463, cuando numerosos incidentes con barcos otomanos cerca de sus islas dieron lugar a que se enviaran navíos para observar la situación, demostrar su poder y proteger a la población local. Sin embargo, esta ayuda era a menudo solo nominal y muchas de las solicitudes de socorro por parte de Leonardo fueron rechazadas.

### Intentos por evitar la conquista otomana
Después de la caída de Arta, el gobierno de Leonardo disfrutó de varios años de paz, e incluso sus escasas posesiones continentales quedaron libres de las incursiones otomanas y se desconoce por qué dejaron de amenazarlo. Los registros contemporáneos explican esto a través de la «voluntad de Dios», aunque es más probable que estos se concentraran en apoderarse de otros reinos balcánicos durante aquel período. Pese a que no fue un gobernante poderoso, se afanó por resistir los avances del Imperio otomano. En un movimiento que el historiador William Miller describió en 1908 como excesivamente «patriótico» o «imprudente», se alió con el noble albanés Skanderbeg para deshacerse de sus amenazas en 1460. Los resultados fueron catastróficos, ya que perdió dos de sus tres fortalezas en el continente, solo retuvo a Vonitsa, y según un relato, resultó en su aprensión en Corinto, desde donde supuestamente emprendió una atrevida huida con la ayuda de un corsario. A pesar de haber perdido el control de prácticamente todas sus posesiones continentales, todavía contaba con el apoyo de la población latina de sus antiguas tierras y buscó activamente recuperarlas. En 1463, se enteró de que Venecia preparaba una expedición para conquistar Morea, que había sido un provincia bizantina hasta su caída ante los otomanos en 1460. Al enterarse de esto, Leonardo apeló a la República para que lo ayudara a recuperar sus dominios continentales, aunque esa expedición finalmente no se llegó a concretar.

El Condado Palatino de Cefalonia y Zacinto, las posesiones insulares de Leonardo.

En el momento de la primera guerra turco-veneciana (1463-1479), Leonardo fue uno de los últimos gobernantes latinos independientes en Grecia. El prolongado proceso de la conquista otomana del resto de los Balcanes, así como de los combates en curso, habían convertido sus feudos insulares en asilo para miles de refugiados cristianos, a quienes se les permitió vivir en sus propias comunidades con algo de autonomía. También participó en la guerra hasta cierto punto, ya que actuó como intermediario entre ambos beligerantes y envió ayuda militar ocasional a las fuerzas de los venecianos. La recepción entusiasta de los refugiados y la falta de atención de los otomanos aseguraron que mientras el continente era devastado por la guerra, sus islas florecían en calma. Cuando el historiador bizantino Jorge Esfrantzes visitó la corte de Leonardo en Santa Maura durante ese tiempo, notó que sus dominios disfrutaban de un período de paz, y que se convirtió en señor por derecho propio después de ordenar la ejecución de sus cuatro regentes. Jerónimo Zurita, historiador español del siglo XVI, mencionó que, en la época de la conquista otomana, Cefalonia era la isla más fértil; sus dos grandes puertos podían albergar enormes embarcaciones y había más de seiscientas casas, donde vivían unas cuarenta mil personas. Zacinto, al mismo tiempo, contaba con una población de veinticinco mil habitantes. También comentó que sus posesiones le regentaban una anualidad de más de doce mil ducados y además señaló que la prosperidad de las islas le conferían el derecho a ser llamado rey, en lugar de un mero déspota o conde palatino. Este relato sobre el déspota como un gobernante independiente y próspero, que es corroborado en parte por algunos otros registros contemporáneos, llevó a muchos estudiosos a caracterizar su reinado como una época de prosperidad y paz, pero esto está lejos de ser una imagen matizada, dado que otras anotaciones atestiguan que el período fue una catástrofe que terminó con la conquista otomana. Aunque gran parte de la evidencia sobreviviente apunta a era un gobernante sabio y enérgico, su gobierno estuvo plagado de amenazas externas, así como problemas internos, y demostró ser incapaz de evitar el ataque otomano, un destino al que ningún gobernante balcánico del siglo XV podía evitar.
Durante el reinado Leonardo, la administración de sus islas se había organizado de manera eficiente. Tenía varios tesoreros, así como funcionarios denominados «procuradores». La administración civil y judicial estaba encabezada por los viceregentes o capitanes, con uno designado para cada isla. Aunque ofreció un apoyo considerable a la Iglesia católica, establecida desde que las islas quedaron bajo el dominio de la Casa de Orsini hace más de un siglo; los católicos en Zacinto disponían de una catedral en el castillo ducal, que no estaba lejos de un monasterio franciscano. Durante este período también se fundó la iglesia de San Nicolás en el monte Escopo, se otorgaron diversas concesiones al obispado latino de Cefalonia y Zacinto, y ordenó al obispo residir en esta última isla. Así mismo, tuvo la precaución de no descuidar a la Iglesia ortodoxa local dado que infirió que si maltrataba a los griegos nativos, podrían conspirar con sus enemigos para derrocarlo. En 1452, restauró el obispado ortodoxo de Cefalonia, una antigua sede que había quedado vacante después de la toma de posesión de los Orsini y nombró un nuevo obispo con jurisdicción sobre las islas de Zacinto e Ítaca. También comenzó a emplear a un mayor número de griegos en su administración y empezó a redactar sus cartas en su idioma. Aunque les confirió varias concesiones, muchos de sus súbditos ortodoxos lo consideraban un tirano. Leonardo sufrió algunos problemas debido a la disidencia interna, en particular un incidente en 1468 cuando algunas corfiotas saquearon una ciudad en Zacinto, así como problemas causados por desastres naturales, como una serie de fuertes terremotos en 1469, que causaron pérdidas humanas y materiales en todas las islas bajo su control.

### Caída del despotado
La primera esposa de Leonardo, con quien se había casado el 1 de mayo de 1463, era Milica Branković, nieta de Tomás Paleólogo, hermano del último emperador bizantino Constantino XI Paleólogo. Después de su muerte en 1464, intentó volver a contraer nupcias para sellar una alianza política, con la esperanza de salvar lo que quedaba de sus dominios. Se casó así con Francesca Marzano en 1477, sobrina de Fernando I de Nápoles. El efecto de este matrimonio fue lo opuesto a lo que había deseado. Dado que la República de Venecia no quería que la influencia napolitana regresara a las islas de Leonardo, el matrimonio lo enemistó todavía más. Su venganza llegó cuando lo dejaron fuera de su tratado de paz de 1479 con los otomanos, y lo dejaron efectivamente como el único beligerante restante contra el sultán Mehmed II. El desfavorable acuerdo de paz que Leonardo logró asegurar con el sultán tuvo como resultado que no solo tendría que pagar cuatro mil ducados anuales como tributo, sino que también accedió a obsequiar otros quinientos a cualquier gobernador provincial otomano que estuviera de visita en sus dominios en Arta o Ioánina.

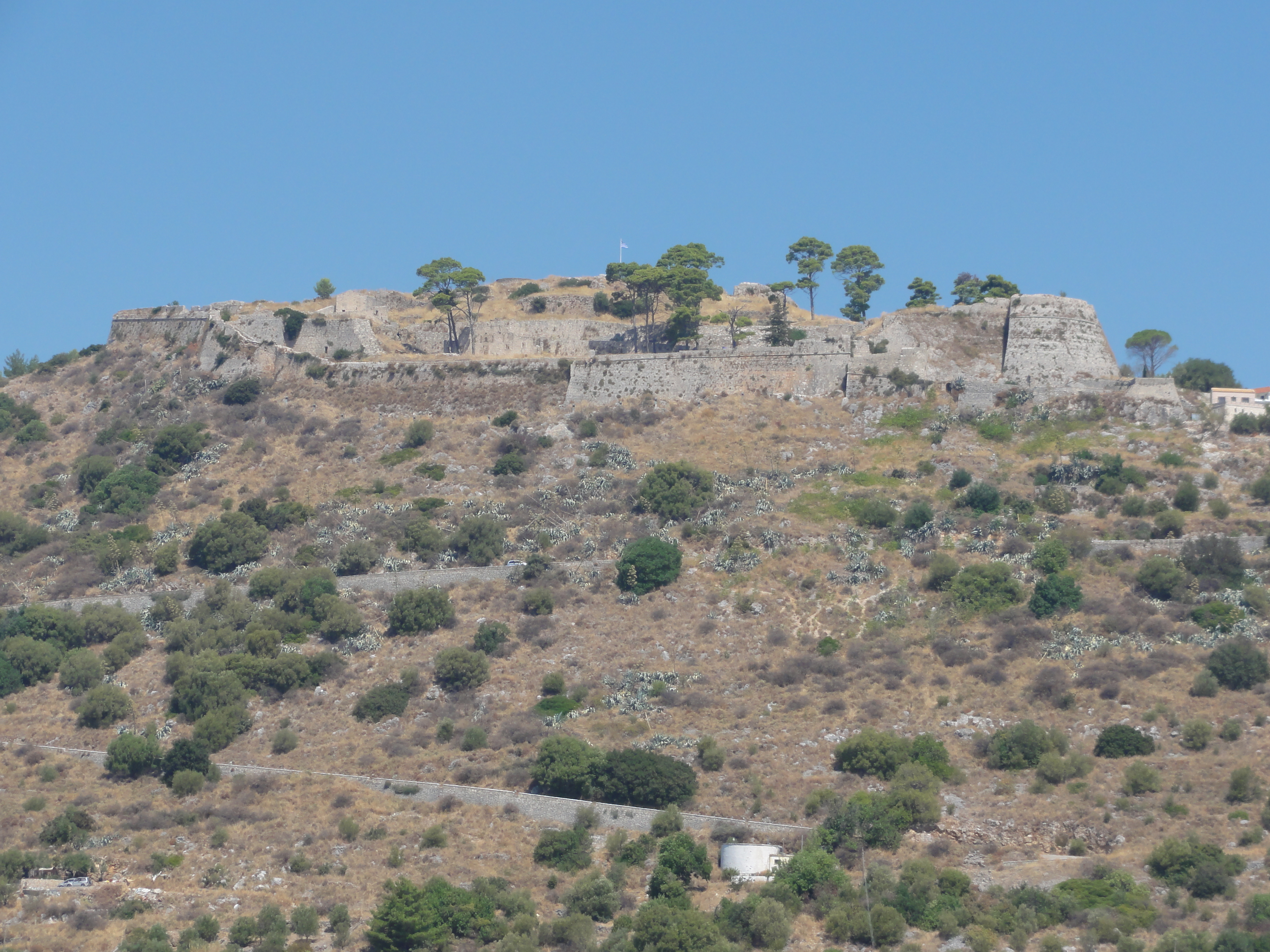
Vista del castillo de san Jorge en Cefalonia.

Desafortunadamente un funcionario lo visitó poco después de la firma del acuerdo de paz. No obstante, este todavía era menor de edad y recientemente había perdido la dignidad de bajá, por lo que se le obsequió una cesta con frutas selectas, en lugar del obsequio acordado. Enfurecido por este deslucido regalo, el joven se dirigió al sultán y alegó que el duque había permitido que contingentes venecianos se establecieran en Zacinto durante la última guerra de estos con los otomanos y también le recordó al mismo tiempo que no estaba incluido en el reciente acuerdo de paz que realizaron. Ansioso por un pretexto para invadir sus dominios, desde el cual Mehmed II finalmente esperaba lanzar una invasión a Italia, el sultán envió una flota de veintinueve barcos comandados por Gedik Ahmed Bajá, un ex gran visir, para conquistar las islas. Sabedor de que los venecianos no iban a ayudarlo, y que Nápoles no podría hacerlo, así como el hecho de que muchos de sus propios súbditos no latinos lo detestaban, concluyó que oponer resistencia era inútil. Así, recogió sus objetos de valor y huyó del castillo de Santa Maura, desde donde había gobernado, al castillo de San Jorge en la isla de Cefalonia, el más fuerte de los baluartes que tenía bajo su control.
Leonardo comenzó a desconfiar de la guarnición del castillo. Cuando los otomanos llegaron y vieron su barco del tesoro, decidió huir, y abordó con presteza un navío veneciano, junto con su esposa, su hijo Carlo y sus hermanos Giovanni y Antonio Tocco, con rumbo a Tarento, en el sur de Italia. Una a una, las pocas posesiones que le quedaban cayeron rápidamente en manos de los otomanos en agosto y septiembre de 1479, con funcionarios asesinados, castillos quemados y muchas personas de las clases bajas tomados como cautivos.

### Vida en el exilio
Italia era la opción obvia de refugio, dado que era la tierra cristiana más cercana y la patria ancestral de la familia de Leonardo. También estaba bien conectado con la nobleza italiana y, por lo tanto, podía esperar una recepción de bienvenida. No solo era sobrino político del rey napolitano, sino que su cuñada también estaba casada con el sobrino del papa Sixto IV. El déspota y su familia fueron recibidos con una amistosa recepción por parte de Fernando de Nápoles a su llegada; le concedió una pensión anual de quinientos florines, y también lo nombró noble terrateniente y le concedió los feudos de Briatico y Calimera en Calabria. Estas tierras eran un pequeño gesto, dado que esperaba que el rey le prestara ayuda militar para retomar sus tierras en Grecia.
El 29 de febrero de 1480, Leonardo y su familia llegaron a Roma, donde pidieron dinero a Sixto IV. Se reunió con los emisarios papales fuera de la Porta San Giovanni y lo escoltaron a una casa que había alquilado entre Botteghe Oscure y Via Pellicciaria. El papa le entregó mil piezas de oro y le prometió una pensión de otras dos mil al año. Sixto IV registró su generosidad para con el déspota en relieves en los frescos del Arcispedale di Santo Spirito, que ilustran cómo «alimentó [a Leonardo] con su generosidad real». Sus intentos por conseguir dinero del papado pueden explicarse a que acumuló grandes deudas, debido al hecho de que las tierras que le había otorgado Fernando I no eran suficientes para mantenerse a sí mismo, a su familia y a su séquito. En octubre de 1480, le debía al rey doce mil ducados y seiscientos ducados a su propia esposa. Después de haber permanecido en Roma durante aproximadamente un mes, se fue a vivir al sur de Italia nuevamente.
Leonardo y su familia esperaban recuperar sus territorios en Grecia. Su hermano Antonio logró por breve tiempo, con la ayuda de algunos mercenarios catalanes, recuperar las islas de Cefalonia y Zacinto en 1481. Los venecianos no deseaban que las islas volvieran a caer bajo la soberanía napolitana, por lo que se esforzaron en expulsarlo. En 1482, el gobernador veneciano de Modona tomó con éxito el control de Zacinto y en 1483, Antonio fue asesinado por su propia guarnición debido al temor de un inminente ataque por parte de la república. Aunque los otomanos exigieron la devolución de las islas y el déspota solicitó que Venecia lo reinstalara como gobernante, la república logró retener las islas hasta su caída a finales del siglo XVIII, aunque Cefalonia quedó brevemente bajo el control otomano entre 1485 y 1500. A pesar de que Leonardo pasaría el resto de su vida sopesando en cómo recuperar sus posesiones, no se hicieron más intentos por reconquistarlas.
Leonardo sirvió a Fernando I como diplomático en España. Se registra que los españoles lo trataron con honores reales, e hicieron eco de la evaluación de Zurita como merecedor de su estatus real. También se esforzó por mejorar todavía más su riqueza y poder en el sur de Italia, pero resultó ser una empresa en su mayoría infructuosa. En 1480, compró la ciudad de Sinopoli por veinte mil ducados, pero no pudo gobernarla. En 1496, muchos de los feudos que había acumulado estaban gobernados por otras personas, lo que significa que los había perdido por algún medio. En 1495, recibió la ciudad de Monopoli de Carlos VIII de Francia, que había invadido y tomado el control de Nápoles. Leonardo finalmente regresó a Roma, y murió durante el pontificado de Alejandro VI, cuando su casa colapsó y lo aplastó.

## Antepasados y descendencia
| \| \| \| \| \| \| \| \| \| \| \| \| \| \| \| \| \| \| \| \| \| \| \| \| \| \| \| \| \| \| \| \| \| \| \| \| \| \| \| \| \| \| \| \| \| \| \| \| \| \| \| \| \| \| \| \| \| \| \| \| \| \| \| \| \| \| \| \| \| \| \| \| \| \| \| \| \| \| \| \| \| \| \| \| \| \| \| \| \| \| \| \| \| \| \| Guglielmo Tocco \| Guglielmo Tocco \| Guglielmo Tocco \| Guglielmo Tocco \| Guglielmo Tocco \| Guglielmo Tocco \| \| \| Margarita Orsini \| Margarita Orsini \| Margarita Orsini \| Margarita Orsini \| Margarita Orsini \| Margarita Orsini \| \| \| Juan II Orsini \| Juan II Orsini \| Juan II Orsini \| Juan II Orsini \| Juan II Orsini \| Juan II Orsini \| \| \| \| \| \| \| \| \| \| \| \| \| \| \| \| \| \| Guglielmo Tocco \| Guglielmo Tocco \| Guglielmo Tocco \| Guglielmo Tocco \| Guglielmo Tocco \| Guglielmo Tocco \| \| \| Margarita Orsini \| Margarita Orsini \| Margarita Orsini \| Margarita Orsini \| Margarita Orsini \| Margarita Orsini \| \| \| Juan II Orsini \| Juan II Orsini \| Juan II Orsini \| Juan II Orsini \| Juan II Orsini \| Juan II Orsini \| \| \| \| \| \| \| \| \| \| \| \| \| \| \| \| \| \| \| \| \| \| \| \| \| \| \| \| \| \| \| \| \| \| \| \| \| \| \| \| \| \| \| \| \| \| \| \| \| \| \| \| \| \| \| \| \| \| \| \| \| \| \| \| \| \| \| \| \| \| \| \| \| \| \| \| \| \| \| \| \| \| \| \| Esaú Buondelmonti \| Esaú Buondelmonti \| Esaú Buondelmonti \| Esaú Buondelmonti \| Esaú Buondelmonti \| Esaú Buondelmonti \| \| \| Maddalena Buondelmonti \| Maddalena Buondelmonti \| Maddalena Buondelmonti \| Maddalena Buondelmonti \| Maddalena Buondelmonti \| Maddalena Buondelmonti \| \| \| Leonardo I Tocco \| Leonardo I Tocco \| Leonardo I Tocco \| Leonardo I Tocco \| Leonardo I Tocco \| Leonardo I Tocco \| \| \| \| \| \| \| \| \| \| \| \| \| \| \| \| \| \| Esaú Buondelmonti \| Esaú Buondelmonti \| Esaú Buondelmonti \| Esaú Buondelmonti \| Esaú Buondelmonti \| Esaú Buondelmonti \| \| \| Maddalena Buondelmonti \| Maddalena Buondelmonti \| Maddalena Buondelmonti \| Maddalena Buondelmonti \| Maddalena Buondelmonti \| Maddalena Buondelmonti \| \| \| Leonardo I Tocco \| Leonardo I Tocco \| Leonardo I Tocco \| Leonardo I Tocco \| Leonardo I Tocco \| Leonardo I Tocco \| \| \| \| \| \| \| \| \| \| \| \| \| \| \| \| \| \| \| \| \| \| \| \| \| \| \| \| \| \| \| \| \| \| \| \| \| \| \| \| \| \| \| \| \| \| \| \| \| \| \| \| \| \| \| \| \| \| \| \| \| \| \| \| \| \| \| \| \| Leonardo II Tocco \| \| \| \| \| \| \| \| \| \| \| \| \| \| \| \| \| \| \| \| \| \| \| \| \| \| \| \| \| \| \| \| \| \| \| \| \| \| \| \| \| \| \| \| \| \| \| \| \| \| \| \| \| \| \| \| \| \| \| \| \| \| \| \| \| \| \| \| \| \| \| \| \| \| \| \| \| \| Carlo II Tocco \| Carlo II Tocco \| Carlo II Tocco \| Carlo II Tocco \| Carlo II Tocco \| Carlo II Tocco \| \| \| Raimondina Ventimiglia \| Raimondina Ventimiglia \| Raimondina Ventimiglia \| Raimondina Ventimiglia \| Raimondina Ventimiglia \| Raimondina Ventimiglia \| \| \| \| \| \| \| \| \| \| \| \| \| \| \| \| \| \| \| \| \| \| \| \| \| \| Carlo II Tocco \| Carlo II Tocco \| Carlo II Tocco \| Carlo II Tocco \| Carlo II Tocco \| Carlo II Tocco \| \| \| Raimondina Ventimiglia \| Raimondina Ventimiglia \| Raimondina Ventimiglia \| Raimondina Ventimiglia \| Raimondina Ventimiglia \| Raimondina Ventimiglia \| \| \| \| \| \| \| \| \| \| \| \| \| \| \| \| \| \| \| \| \| \| \| \| \| \| \| \| \| \| \| \| \| \| \| \| \| \| \| \| \| \| \| \| \| \| \| \| \| \| \| \| \| \| \| \| \| \| \| \| \| \| \| \| \| \| \| \| \| Leonardo III Tocco \| \| \| \| \| \| \| \| \| \| \| \| \| \| \| \| \| \| |  |  |  |                   |                   |                   |                   |                   |                   |  |  |                        |                        |                        |                        |                        |                        |                 |                 |                    |                  |                  |                  |                        |                        |                        |                        |                        |                        |  |  |                |                |                |                |                |                |
| |  |  |  |                   |                   |                   |                   |                   |                   |  |  |                        |                        |                        |                        |                        |                        |                 |                 |                    |                  |                  |                  |                        |                        |                        |                        |                        |                        |  |  |                |                |                |                |                |                |
| |  |  |  |                   |                   |                   |                   |                   |                   |  |  |                        |                        |                        |                        |                        |                        |                 |                 |                    |                  |                  |                  |                        |                        |                        |                        |                        |                        |  |  |                |                |                |                |                |                |
| |  |  |  |                   |                   |                   |                   |                   |                   |  |  |                        |                        |                        |                        | Guglielmo Tocco        | Guglielmo Tocco        | Guglielmo Tocco | Guglielmo Tocco | Guglielmo Tocco    | Guglielmo Tocco  |                  |                  | Margarita Orsini       | Margarita Orsini       | Margarita Orsini       | Margarita Orsini       | Margarita Orsini       | Margarita Orsini       |  |  | Juan II Orsini | Juan II Orsini | Juan II Orsini | Juan II Orsini | Juan II Orsini | Juan II Orsini |
| |  |  |  |                   |                   |                   |                   |                   |                   |  |  |                        |                        |                        |                        | Guglielmo Tocco        | Guglielmo Tocco        | Guglielmo Tocco | Guglielmo Tocco | Guglielmo Tocco    | Guglielmo Tocco  |                  |                  | Margarita Orsini       | Margarita Orsini       | Margarita Orsini       | Margarita Orsini       | Margarita Orsini       | Margarita Orsini       |  |  | Juan II Orsini | Juan II Orsini | Juan II Orsini | Juan II Orsini | Juan II Orsini | Juan II Orsini |
| |  |  |  |                   |                   |                   |                   |                   |                   |  |  |                        |                        |                        |                        |                        |                        |                 |                 |                    |                  |                  |                  |                        |                        |                        |                        |                        |                        |  |  |                |                |                |                |                |                |
| |  |  |  |                   |                   |                   |                   |                   |                   |  |  |                        |                        |                        |                        |                        |                        |                 |                 |                    |                  |                  |                  |                        |                        |                        |                        |                        |                        |  |  |                |                |                |                |                |                |
| |  |  |  | Esaú Buondelmonti | Esaú Buondelmonti | Esaú Buondelmonti | Esaú Buondelmonti | Esaú Buondelmonti | Esaú Buondelmonti |  |  | Maddalena Buondelmonti | Maddalena Buondelmonti | Maddalena Buondelmonti | Maddalena Buondelmonti | Maddalena Buondelmonti | Maddalena Buondelmonti |                 |                 | Leonardo I Tocco   | Leonardo I Tocco | Leonardo I Tocco | Leonardo I Tocco | Leonardo I Tocco       | Leonardo I Tocco       |                        |                        |                        |                        |  |  |                |                |                |                |                |                |
| |  |  |  | Esaú Buondelmonti | Esaú Buondelmonti | Esaú Buondelmonti | Esaú Buondelmonti | Esaú Buondelmonti | Esaú Buondelmonti |  |  | Maddalena Buondelmonti | Maddalena Buondelmonti | Maddalena Buondelmonti | Maddalena Buondelmonti | Maddalena Buondelmonti | Maddalena Buondelmonti |                 |                 | Leonardo I Tocco   | Leonardo I Tocco | Leonardo I Tocco | Leonardo I Tocco | Leonardo I Tocco       | Leonardo I Tocco       |                        |                        |                        |                        |  |  |                |                |                |                |                |                |
| |  |  |  |                   |                   |                   |                   |                   |                   |  |  |                        |                        |                        |                        |                        |                        |                 |                 |                    |                  |                  |                  |                        |                        |                        |                        |                        |                        |  |  |                |                |                |                |                |                |
| |  |  |  |                   |                   |                   |                   |                   |                   |  |  |                        |                        |                        |                        | Leonardo II Tocco      |                        |                 |                 |                    |                  |                  |                  |                        |                        |                        |                        |                        |                        |  |  |                |                |                |                |                |                |
| |  |  |  |                   |                   |                   |                   |                   |                   |  |  |                        |                        |                        |                        |                        |                        |                 |                 |                    |                  |                  |                  |                        |                        |                        |                        |                        |                        |  |  |                |                |                |                |                |                |
| |  |  |  |                   |                   |                   |                   |                   |                   |  |  |                        |                        |                        |                        | Carlo II Tocco         | Carlo II Tocco         | Carlo II Tocco  | Carlo II Tocco  | Carlo II Tocco     | Carlo II Tocco   |                  |                  | Raimondina Ventimiglia | Raimondina Ventimiglia | Raimondina Ventimiglia | Raimondina Ventimiglia | Raimondina Ventimiglia | Raimondina Ventimiglia |  |  |                |                |                |                |                |                |
| |  |  |  |                   |                   |                   |                   |                   |                   |  |  |                        |                        |                        |                        | Carlo II Tocco         | Carlo II Tocco         | Carlo II Tocco  | Carlo II Tocco  | Carlo II Tocco     | Carlo II Tocco   |                  |                  | Raimondina Ventimiglia | Raimondina Ventimiglia | Raimondina Ventimiglia | Raimondina Ventimiglia | Raimondina Ventimiglia | Raimondina Ventimiglia |  |  |                |                |                |                |                |                |
| |  |  |  |                   |                   |                   |                   |                   |                   |  |  |                        |                        |                        |                        |                        |                        |                 |                 |                    |                  |                  |                  |                        |                        |                        |                        |                        |                        |  |  |                |                |                |                |                |                |
| |  |  |  |                   |                   |                   |                   |                   |                   |  |  |                        |                        |                        |                        |                        |                        |                 |                 | Leonardo III Tocco |                  |                  |                  |                        |                        |                        |                        |                        |                        |  |  |                |                |                |                |                |                |

Con Milica Branković, Leonardo solo tuvo un hijo, su primogénito:
- Carlo III Tocco (1464-1518),[87] que sucedió a su padre como déspota titular de Epiro y conde palatino de Cefalonia y Zacinto.[2][87] Se destacó por sus servicios militares al emperador Maximiliano I de Habsburgo.[87]

Con Francesca Marzano, llegó a tener dos hijos y tres hijas:
- Ferdinando o Ferrante Tocco (después de 1480-23 de diciembre de 1525), hijo que también sirvió a Maximiliano I, luego se convirtió en soldado y diplomático al servicio de España,[90][91]  por ejemplo, cuando se le menciona en la corte de Enrique VII de Inglaterra en 1506.[92]
- Raimondina, Raimonda o Ramusia Tocco (después de 1480-después de 1519), hija que vivió en Venecia y más tarde en Roma. Se casó con Maria Pico, un noble italiano.[93]
- Eleonora Tocco (después de 1480-¿?), hija que vivió en Venecia y se hizo monja.[94]
- Pietro Tocco (después de 1480-¿?), hijo que murió en la infancia.[94]
- Ippolita Tocco (después de 1480-¿?), hija que vivió en Venecia y luego en Roma.[94]

Leonardo también tuvo al menos un hijo ilegítimo, cuyo nombre no se registra, que nació hacia 1458 y murió en algún momento después de 1481.
Los descendientes de Carlo III afirmaban ser tratados como príncipes de sangre real, ya que representaban tanto a las dinastías bizantina como a la serbia. Se denominaron déspotas de Arta hasta que, en el siglo XVII, sustituyeron este título por el de príncipe de Acaya, quizás por descender de Tomás Paleólogo y Catalina Zaccaria, la hija de Centurión II Zaccaria.